# Melanospiza
Melanospiza es un género de aves paseriformes perteneciente a la familia Thraupidae que agrupa a dos especies nativas de la América tropical (Neotrópico), donde se distribuyen en la región caribeña y en el norte y noroeste de América del Sur. El género era monotípico hasta que una especie antes incluida en Tiaris fue transferida para el presente en el año 2016. A sus miembros se les conoce por el nombre común de semilleros.

## Etimología
El nombre genérico femenino Melanospiza es una combinación de las palabras del griego «melas»: ‘negro’, y «σπιζα spiza» que es el nombre común del pinzón vulgar, vocablo comúnmente utilizado en ornitología cuando se crea un nombre de un ave que es parecida a un pinzón.

## Características
Las dos aves de ese género son dos pequeños tráupidos que miden entre 10 y 14 cm de longitud, caracterizados por las patas rosadas y el pico corto, robusto y cónico. Ambos presentan un notable dimorfismo sexual, los machos, uno de color totalmente negro y el otro de negro pizarroso a grisáceo por abajo y oliva grisáceo por arriba.

## Taxonomía
Los datos genéticos de Burns et al. (2002, 2003) suministraron un fuerte soporte para un grupo monofilético formado por Coereba, Tiaris, y los pinzones de Galápagos (Certhidea, Platyspiza, Camarhynchus y Geospiza, e incluyendo Pinaroloxias), así como también los géneros caribeños Euneornis, Loxigilla, Loxipasser, Melanospiza y Melopyrrha todos durante décadas colocados en la familia Emberizidae; este grupo aparecía embutido dentro del linaje de los tráupidos. Como resultado de esos estudios, todos los géneros citados, incluyendo Loxigilla, fueron transferidos para Thraupidae.
Finalmente, los estudios de Barker et al. (2013) y Burns et al. (2014) confirmaron fuertemente la monofilia del clado descrito más arriba y propusieron el nombre de una subfamilia Coerebinae, para designarlo.
Con base en amplios estudios filogenéticos realizados en los años 2010, que encontraron que la especie antes denominada Tiaris bicolor era próxima a Melanospiza richardsoni y distante de las otras especies antes contenidas en Tiaris, Burns et al. (2016) propusieron transferir las especies Tiaris fuliginosus y Tiaris obscurus para un nuevo género Asemospiza; Tiaris canorus para un género monotípico resucitado Phonipara; y T. bicolor para el presente género. Los cambios taxonómicos fueron aprobados por el Comité de Clasificación de Sudamérica (SACC) en la Propuesta N° 730 parte 4.

## Lista de especies
Según las clasificaciones del Congreso Ornitológico Internacional (IOC) y Clements Checklist v.2019, el género agrupa a las siguientes especies con el respectivo nombre popular de acuerdo con la Sociedad Española de Ornitología (SEO):
| Imagen | Nombre científico       | Autor            | Nombre común             | Estado de conservación |
| ------ | ----------------------- | ---------------- | ------------------------ | ---------------------- |
|        | Melanospiza richardsoni | (Cory), 1886     | semillero de Santa Lucía | EN                     |
|        | Melanospiza bicolor     | (Linnaeus), 1766 | semillero bicolor        | LC                     |